# Casa Grabuleda
La Casa Grabuleda és un edifici del municipi de Figueres (Alt Empordà) que forma part de l'Inventari del Patrimoni Arquitectònic de Catalunya.

## Descripció
Edifici situat a la zona de l'eixample. Aquest edifici està entre mitgeres, és de planta baixa i pis, i amb un altell afegit posteriorment. La planta baixa presenta un gran portal central, ara tancat, i a banda i banda dos portals més petits que actualment estan tapats. De la planta pis destaca el balcó central i les dues finestres laterals, i la seva culminació en un voladís ondulant a manera de guardapols sobre mènsules que inclou arcs de mig punt sobre les finestres i arc carpanell sobre el balcó (en aquests arcs queden integrats els forats de ventilació). Ordenació tripartida de la façana en vertical basant-se en gruixudes pilastres adossades.